# Карлук
Карлу́к (англ. Carluke, шотл. гел. Cathair MoLuaig) — місто в центрі Шотландії, в області Південний Ланаркшир.
Населення міста становить 13 430 осіб (2006).